# هریت تیلور میل
هریت تیلور میل مشهور به هریت هاردی (زاده ۸ اکتبر ۱۸۰۷ در لندن - درگذشته ۳ نوامبر ۱۸۵۸ آوینیون)، فیلسوف و مدافع حقوق زنان بود. همسر دوم او جان استوارت میل، یکی از متفکران برجسته قرن ۱۹ بود. مجموعه نوشته‌های اصلی او را می‌توان در «آثار کامل از هریت تیلور میل» مطالعه نمود. گفته می‌شود او تا حد زیادی الهام بخش و تأثیرگذار بر نوشته‌های جان استوارت میل بوده‌است.

## اثر شخصی
به جز چند مقاله در مجله یکتاپرستی مخزن ماهانه، تیلور در طول عمر خود تعداد کمی از کارهای خود را منتشر نمود. او، با این حال، تمام کارهای همسرش جان استوارت میل را بازخوانی و اصلاح نمود. در کتاب خاطرات خود، میل هریت را به عنوان نویسنده مشترک بسیاری از کتاب‌ها و مقالات که تحت نام او منتشر شده‌است اعلام می‌کند. او می‌افزوید: «هنگامی که دو نفر افکار و گمانه زنی‌های بسیار مشابهی دارند، اثر کمی از زاویه دید اصالت دارد که قلم در دست کدام یک بوده‌است». آن دو با هم، «مقالات اولیه در باب ازدواج و طلاق» را نوشتند که در ۱۸۳۲ منتشر شد. ماهیت و میزان همکاری آنها موضوعی است که همچنان مورد بحث است.